# مرد بدون چهره
مرد بدون چهره فیلم درام آمریکایی محصول سال ۱۹۹۳ به کارگردانی و هنرنمایی مل گیبسون است که اولین تجربهٔ کارگردانی او بود. فیلم بر اساس رمانی به همین نام نوشتهٔ ایزابل هالند است که در سال ۱۹۷۲ منتشر شده بود. گیبسون در این فیلم ایفاگر نقش آقای مک‌لود بود که نقش اصلی فیلم بود و کوشید با کاراکتر آشنایش به عنوان یک ستاره جذاب سینما، مبارزه کند. کارگردانی و بازی مل گیبسون در این فیلم مورد ستایش اکثر منتقدان قرار گرفت.

## بازیگران
- مل گیبسون در نقش جاستین مک‌لود
- نیک استال در نقش چارلز لی. نورستاد ملقب به «چاد»
- مارگارت ویتون در نقش کاترین پیلین
- فی مسترسون در نقش گلوریا نورستاد
- گبی هافمن در نقش مگان نورستاد
- جفری لوئیس در نقش رئیس وین استارک
- ریچارد ماسور در نقش پروفسور کارل هارتلی
- اتان فیلیپس در نقش تاد لنسینگ
- ویوا در نقش خانوم کوپر